# Liste der Kardinalskreierungen Benedikts XII.
Papst Benedikt XII. kreierte im Verlauf seines Pontifikates folgende Kardinäle:

## 18. Dezember 1338
- Gozzio Battaglia
- Bertrand de Déaulx
- Pierre Roger OSB
- Guillaume Court O.Cist.
- Bernard d’Albi
- Raymond de Montfort

## Januar 1339
- Guillaume d’Aure OSB